# Хелловін убиває
«Хелловін убиває» (англ. Halloween Kills) — американський фільм жахів 2021 року. Режисер Девід Гордон Грін; сценаристи Девід Гордон Грін та Денні Макбрайд. Продюсери Малек Аккад й Білл Блок. Світова прем'єра відбулася 15 жовтня 2021 року; прем'єра в Україні — 21 жовтня 2021-го.

## Про фільм
Продовження Хелловіна. Майкл Майєрс знову виходить на стежку полювання і вбивств. Він убиває безневинних людей. Але його кровожерні плани спробує зупинити безкомпромісний суперник — Лорі Строуд.

## Знімались
| Актор              | Роль  |
| ------------------ | ----- |
| Джеймі Лі Кертіс   | Лорі  |
| Джуді Грір         |       |
| Енді Матічак       | Еліс  |
| Джеймс Джуд Кортні |       |
| Нік Касл           | майкл |
| Вілл Паттон        |       |
| Джим Каммінгс      |       |
| Ділан Арнольд      |       |
| Ентоні Майкл Голл  |       |
| Чарльз Сайферс     |       |
| Скотт Макартур     |       |
| Майкл Макдональд   |       |
| Кайл Річардс       |       |
| Ненсі Стефенс      |       |